# サラマンダーゆみみ
サラマンダーゆみみ（1982年7月6日 - ）は、日本のお笑い芸人であり、お笑いコンビマリアのメンバー。
埼玉県朝霞市出身。サンミュージックプロダクション所属。身長165cm。

## 来歴
2004年のR-1ぐらんぷりでは、準決勝まで進出。
2008年9月20日に初の単独ライブ『女々』を東京都渋谷区のシアターDで行った。また同年11月から数回、田村ゆきこ、橋爪ヨウコと3人での自主トークライブ『めんどくさい女たち』を隔月で行っていた。一方で、芝居の舞台にも出演することがあった。
2009年4月からは、イーちゃんとコンビを組んでの出演も開始。コンビ名は当初、ゆみみが中谷美紀、イー☆ちゃんが小雪のそれぞれの物真似でネタを披露するということで付けられた「中谷小雪」、同年6月からはコンビ名を「マリア」と改めた。2009年7月11日には、マリアと、変ホ長調、ミスアルプス（おーたに、湯川☆セイントセイヤ）の3組出演のプチ単独ライブ『〜Etude〜』（東京・新宿バイタス）を行った。この他、うつのみや八郎が名付けた「ビジンズ」というコンビ名でも活動、この時は「うつのみや八郎一番弟子」も名乗っていた。2009年10月からサンミュージック企画所属となる。
2017年9月13日に落語家の笑福亭茶光（元・ヒカリゴケ）と結婚。2018年2月4日、第一子（男児）を出産。
2022年7月24日、阿佐ヶ谷Loft Aで開催された「ゆみみ40祭」において、「ゆみみ」から「サラマンダーゆみみ」への改名を発表。

## 人物
- スポーツに特技を持ち、駅伝では埼玉県大会で、第3位の成績を収めていたことがあり[12]、また、学生時代にバドミントンの部活では部長を務めていた。芸人仲間のフットサルチーム「NSAD」にも参加していた[13]。趣味はプロ野球観戦で、埼玉西武ライオンズのファンである[14]。
- 歌唱力が調子外れなところがあり[15]、これをマリアの「歌のレッスン」のコントの落ちとして使われたことがある。
- ザブングルの松尾と付き合っていたことがある。本人曰く「二人で遊んでいたら急に『ずっとこうしたかった』と言って抱きしめられた」という[16]。
- 2010年代前半は相方のイーちゃんやロリィタ族。、八幡カオルら、女性芸人同士で一軒家に同居していたことがあり、共同生活の様子がブログにときおり紹介されていた[17]。
- 酒席には頻繁に顔を出しており、過去にはナインティナインの矢部浩之主催の飲み会「矢部会」に参加したことがある。
- 奥田民生やフジファブリック、クリープハイプにキュウソネコカミの大ファン[18]。
- 笑福亭鶴光一門会に出演し、夫の茶光と夫婦漫才を披露したことがある[19]。

## 芸風
ピン芸人時代のネタには、巻き舌や愚痴のような口調を交えながら、ブラックジョーク的なネタや、捨て台詞のような言葉などを交えて演じることもある。主な持ち芸には、酒乱女の独り言コント、酒を飲んで寝そべりながら愚痴を言うという設定のコント、「キャバクラ嬢の面接」など。また、キレ芸を見せることもある。これまでには、作文を朗読する形のもの、『こんな○○はいやだ（いい加減にしてほしい）』などのテーマで、イラストを多用したネタ、気だるそうなキャラクターのコントなどがあった。
以前は「世の中、金とエロス! ゆみみだよ～」というフレーズをあいさつに入れ、終わりに「早く家帰って屁こいて寝よ」と言うこともあった。
中谷美紀の物真似でネタを披露する時には「お〜いお茶」という台詞をブリッジによく入れている。物真似のレパートリーには、他に柴咲コウ（公認をもらっているとのこと）、夏木マリ、中嶋朋子、ピース・又吉直樹などがある。
マリア (お笑いコンビ)#芸風の節も参照。

## 出演
- シブスタ S.B.S.T（テレビ東京）
- エンタの神様（日本テレビ） - 2008年7月12日初出演。　キャッチコピーは「あぶない微笑女」
- ゲームレコードGP（MONDO21）
- エンタの神様 未公開ネタ大連発SP!!（日本テレビ）- 2010年3月6日、マリアとして出演。キャッチコピーは「ブラックな中谷小雪」
- 顔も声もご本人と一緒!爆笑そっくりものまね紅白歌合戦スペシャル3（フジテレビ）- 2011年5月17日。柴咲コウの物真似で、福山雅治の物真似のみっちーと共演、ドラマ『ガリレオ』の物真似を演じる。
- HEY!HEY!HEY! MUSIC CHAMP（フジテレビ）- 2012年6月11日、柴咲コウの再現VTRに出演
- トリマキQ（フジテレビ）- 2012年12月8日
- ものまねグランプリ（日本テレビ）- 2013年3月19日「ドラマショートSHOW」出演など
- 爆笑そっくりものまね紅白歌合戦スペシャル（フジテレビ）- 2022年10月15日[23]

マリア二人での出演については、マリア (お笑いコンビ)#出演の節を参照。